# Szpilki na Giewoncie
Szpilki na Giewoncie – polski serial obyczajowy emitowany od 2 września 2010 do 24 maja 2012 na antenie telewizji Polsat. Reżyserem serialu był Filip Zylber, a producentem Maciej Ślesicki. Z powodu niskiej oglądalności emisja serialu została zakończona wiosną 2012 roku.

## Fabuła
Serial opowiadała o losach Ewy Drawskiej, która pracowała w agencji reklamowej. Pewnego dnia otrzymała od szefa polecenie, by pokierować filią firmy w Zakopanem. Pozostawiła ukochanego, przyjaciół, rodzinę i wszystkie inne rzeczy. Okazało się jednak, że góry to dla niej obcy świat. Na początku była załamana, ale gdy poznała ratownika górskiego, Bartka, sytuacja się odmieniła.

## Obsada

### Główna
| Aktor                 | Rola               | Lata       |
| --------------------- | ------------------ | ---------- |
| Magdalena Schejbal    | Ewa Drawska        | 2010–2011  |
| Krzysztof Wieszczek   | Bartek Bachleda    | 2010–2012  |
| Natalia Rybicka       | Agnieszka Lipnicka | 2011–2012  |
| Anna Czartoryska      | Xenia              | 2011–2012  |
| Joanna Orleańska      | Diana Sroka        | 2010, 2012 |
| Jan Wieczorkowski     | Mateusz Rybicki    | 2012       |
| Piotr Zelt            | Patryk Koliba      | 2010–2012  |
| Dorota Pomykała       | Lucyna Skorupa     | 2010–2012  |
| Małgorzata Pieczyńska | Aniela Gut         | 2010–2012  |

### Drugoplanowa obsada
| Aktor                         | Rola                      | Lata      |
| ----------------------------- | ------------------------- | --------- |
| Anita Jancia                  | Hanka Walica              | 2010–2012 |
| Sylwia Juszczak               | Olga Koliba               | 2010–2012 |
| Marcin Rogacewicz             | Grzegorz Zwoliński        | 2010–2012 |
| Tomasz Schimscheiner          | Marek Stawski             | 2010–2012 |
| Lidia Sadowa                  | Aneta                     | 2010–2012 |
| Stanisław Jaskułka            | ratownik Mariusz          | 2010–2012 |
| Monika Fronczek               | prostytutka Angela        | 2010–2012 |
| Janusz Chabior                | ojciec Konstanty          | 2011–2012 |
| Magdalena Czerwińska          | Pola                      | 2012      |
| Wenanty Nosul                 | Klemens                   | 2012      |
| Bartłomiej Topa               | Janek Duda-Grosz          | 2010–2011 |
| Wojciech Błach                | Artur Zamojski            | 2010–2011 |
| Joanna Kulig                  | Wika Bura                 | 2010–2011 |
| Marcin Kwaśny                 | Rafał Kocuj               | 2010–2011 |
| Izabela Kuna                  | Eliza Morawska            | 2010–2011 |
| Katarzyna Gniewkowska         | Barbara Drawska           | 2010–2011 |
| Ilona Ostrowska               | Zosia                     | 2011      |
| Paweł Królikowski             | Michał Skorupa            | 2011      |
| Katarzyna Maciąg              | Marta Łukasik             | 2011      |
| Ireneusz Czop                 | Igor Ketler               | 2011      |
| Marcin Sitek                  | Sławek Walica             | 2010–2011 |
| Adrianna Jaroszewicz          | Joanna                    | 2010–2011 |
| Filip Rojek                   | Eryk                      | 2010–2011 |
| Renata Dancewicz              | Anna                      | 2010      |
| Maciej Kozłowski              | Jędrzej Skorupa           | 2010      |
| Grzegorz Stosz                | Adam                      | 2010      |
| Karol Wróblewski              | lekarz Jakub              | 2011      |
| Elżbieta Słoboda              | Elżbieta Kałuża           | 2011      |
| Agata Załęcka                 | Mariola, sekretarka Marka | 2010–2011 |
| Natalia Szyguła               | Kasia                     | 2011      |
| Marek Frąckowiak              | Karol Wieczorek           | 2011      |
| Piotr Nowak                   | Marcin Kuncewicz          | 2011      |
| Bernadetta Machała-Krzemińska | Anna                      | 2011      |
| Monika Dryl                   | Katarzyna Michowicz       | 2011      |
| Przemysław Cypryański         | Tom Ladowski              | 2011      |

## Spis serii
| Seria | Seria | Sezon       | Odcinki    | Premiera serii  | Finał serii       | Pora emisji     | Średnia oglądalność |
| ----- | ----- | ----------- | ---------- | --------------- | ----------------- | --------------- | ------------------- |
|       | 1.    | jesień 2010 | 1–13 (13)  | 2 września 2010 | 25 listopada 2010 | czwartek, 22:00 | 2 622 319           |
|       | 2.    | wiosna 2011 | 14–26 (13) | 24 lutego 2011  | 19 maja 2011      | czwartek, 22:00 | 2 415 123           |
|       | 3.    | jesień 2011 | 27–39 (13) | 1 września 2011 | 24 listopada 2011 | czwartek, 22:00 | 2 073 035           |
|       | 4.    | wiosna 2012 | 40–52 (13) | 1 marca 2012    | 24 maja 2012      | czwartek, 22:00 | 1 743 530           |

## Piosenki wykorzystane w serialu
| - Filip Kuncewicz – Szpilki na Giewoncie – czołówka - Philippe Bestion & Karin Nobbs – Think Of You - Vacso – Sunlight in the Mirror - Vasco – She’s in my heart - Monica Palao – Angels Lullaby - Eric Gemsa – Ne Dis Pas - Andrzej Brandstatter – Nad Tatrami - Andrzej Brandstatter – Moje pocieszenie - Andrzej Brandstatter – Młoda uroda - Andrzej Brandstatter – Pod Hawraniem - Andrzej Brandstatter – Góry Moje - Andrzej Brandstatter – Chodziłam dolinami - Andrzej Brandstatter – Dwie tęsknoty - Andrzej Brandstatter – Dlo siebie pisani - Andrzej Brandstatter – Zaślubić Słowaka - Andrzej Brandstatter – Siodloj chlopce siodloj - Andrzej Brandstatter – Na wojaka wzieni miłego - Andrzej Brandstatter – Śwarna - Andrzej Brandstatter – Nuty z ziemi - Andrzej Brandstatter – Leć Mój Głosie - Richard Myhill – Hello Boys - Chunky Nelson – Never Gonna Let You Go - Stephane Huguenin & Yves Sanna & Christian Padovan – Quando Sei Vicino A Te - Jose Le Gall & Oliver Cochet – It’s A Melody - Josh Powell & Fraser Smith – I Believe - Terry Day – I Love You I Simply Love You - Frédéric Vitani – Just want to say hello - Tony Clarke – Steady Hands - Tony Clarke – Touching Hands |  | - Aaron Wheeler & Jayme Tovey – Will You Be There - Raz, Dwa, Trzy – Już - Prym – Sarna - Kapela Stanisława Ogórka – Wysoko górka - Kapela Stanisława Ogórka – Sabałowo - Krywań – Krywaniu - Tom Kent – I will be there - Aleksandra Bilińska – New Friday Night - Aleksandra Bilińska – Nobody said - Aleksandra Bilińska – Final Song - Łukasz Talik – Zielona Herbata - Łukasz Talik – So keep me steady - Łukasz Talik & Aleksandra Bilińska & Magdalena Hamer – Ukojenie - Magdalena Danilewicz – Never - Magdalena Danilewicz – She’s Gone - Kapela Hora – Zasiali Górale - Karolina Nolbrzak – Now I’m Here - José Torres – Dondel la uvelta al Mundo - Eric Gemsa & Francois Fournet – Walking Gently - Marc Williams & Patrick Sturrock – Angel Mine - Anna Czartoryska – Zabierz ze sobą - Stephane Huguenin – Emotional Piano - Stephane Huguenin – Romance - Christian Padovan & Stéphane Huguenin & Yves Sanna – If I Fall In Love Again - Andrew Britton & Brian Hodge & David Goldsmith & Michelle Hodge – You, The Sun And Me |